# Vickers 6-Ton
Il Vickers 6-Ton o Vickers Mark E fu un carro armato leggero britannico costruito e progettato da Vickers. Non ebbe molto successo in Inghilterra ma tuttavia venne largamente utilizzato da altre nazioni e anche copiato, infatti il carro russo T-26 risulta essere una copia del Vickers. Allo scoppio della seconda guerra mondiale questo era il secondo carro armato più diffuso e conosciuto al mondo dopo il francese Renault FT.

## Storia
Il primo 6-ton (Mark E) venne costruito nel 1928 da un progetto di un carro armato creato dai celebri progettisti John Valentine Carden e Vivian Loyd. La struttura era composta da acciaio rivettato, la parte anteriore e la torretta presentavano circa 25 mm di corazzatura mentre la parte posteriore solo 19 mm. Era dotato di un motore Armstrong Siddeley Puma che erogava 80 o 95 cavalli che rendeva in grado i Mark E di raggiungere una velocità massima su strada di circa 35 km/h.

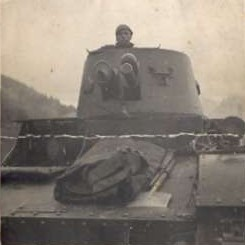
Torretta di un Vickers 6-Ton Mark E Type B polacco (1938)

 Le sospensioni erano composte di due assi, ogni asse reggeva un "carrello" collegato ad una sorta di balestra, così il movimento verso l'alto di una ruota portava l'altra a scendere. Il Vickers 6-Ton venne prodotto in due versioni: la prima versione detta Type A presentava due torrette e montava una mitragliatrice Vickers, mentre la versione Type B, che presentava una sola torretta, montava un cannone da 47 mm. La versione B dimostrò di essere una vera innovazione, presentando una sola torretta ma due uomini che al suo interno erano incaricati di sparare, aumentò notevolmente la cadenza di fuoco tanto che questa idea venne adottata nei carri armati prodotti successivamente al Mark E. I polacchi, utilizzatori di questo modello prima e durante la seconda guerra mondiale, fecero notare che il motore tendeva a surriscaldarsi, questo problema venne prontamente risolto applicando delle grandi prese d'aria sui lati della struttura del carro. Per un ordine belga vennero apportate modifiche per dotare questo carro armato di un motore Rolls-Royce, raffreddato ad acqua. Questo motore per ragioni di spazio era stato posizionato sul lato sinistro del carro, che costrinse i progettisti a spostare indietro e a destra la torretta.
Il Mark F, la versione dotata del motore Rolls-Royce venne respinto dopo un periodo di prova dai belgi (che acquistarono il Vickers T-15), ma ebbe successo sia in Finlandia che in Thailandia. La Polonia molto soddisfatta del progetto ne acquistò 50 e chiese i diritti per la produzione locale del Mark E, applicando così prese d'aria più grandi, mitragliatrici già in uso nell'esercito polacco ed un periscopio rotante a 360º inoltre cambiarono anche il motore a benzina di serie nel Mark E dotando i loro carri con un motore diesel. I polacchi, successivamente tennero solo 38 dei 50 Mark E in servizio, di questi 38carri versione A a due torrette 22 furono convertiti alla versione B con una sola torretta. Ai russi come ai polacchi fu concessa la produzione autonoma di questo modello di carro armato, infatti i russi progettarono e produssero il T-26. Di T-26 ne vennero costruiti circa 1200 in differenti versioni. I russi crearono modelli sia con una che con due torrette e dotate di diverse armi sia mitragliatrici che cannoni a piccolo calibro.

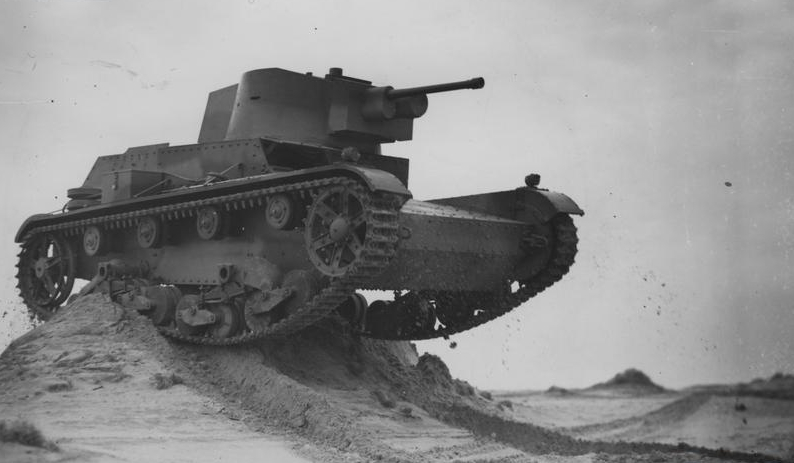
7TP Carro armato polacco, creato a seguito della modernizzazione del Vickers E

Nel 1939 nella Guerra d'inverno tra l'Unione sovietica e la Finlandia i finlandesi erano dotati di circa 32 obsoleti Renault FT alcuni Carden-Loyd Mk VI tankette equipaggiati solo con mitragliatrici ed infine 26 Vickers 6-Ton equipaggiati con Bofors 37 mm ma solo la metà di questi carri parteciparono alla guerra. Nella battaglia di Honkaniemi, 26 febbraio 1940 i finlandesi utilizzarono i 26 Vickers 6-Ton ma con esito disastroso, infatti solo 13 di essi furono in grado di combattere al primo impatto con i russi, anche se i 6-Ton riuscirono a distruggere alcuni carri sovietici la maggior parte furono bloccati a causa delle larghe trincee e quindi distrutti. I finlandesi nel 1940 si riarmarono di Vickers 6-Ton e anche di T-26 per combattere la guerra di continuazione in forza alla Panssaridivisioona. Presso l'esercito finlandese rimasero in servizio anche dopo la seconda guerra mondiale 19 Vickers 6-Ton e 75 T-26, alcuni di questi carri armati rimasero in servizio in Finlandia fino al 1959 quando furono sostituiti con carri armati più moderni di fabbricazione inglese e russa.

## Utilizzatori
- Bolivia - utilizzò sia la versione A che la B per la guerra del Chaco ma tutti vennero distrutti o catturati dai paraguaiani.
- Bulgaria - acquistò otto Vickers 6-Ton mod.E nel 1938, furono inquadrati nella 2ª Compagnia Carri al comando del Maggiore Boris Tenev Slavov, che assieme alla 1ª Compagnia Carri, formata da 14 carri veloci Ansaldo L.3/33, costituiva il 1º Battaglione Carri, posto sotto il comando del Maggiore Todor Ivanov Popov. Il Battaglione aveva una forza nominale di 173 uomini, ripartiti tra una compagnia comando e due compagnie carri. La 1ª Compagnia Carri (Ansaldo) venne posta di stanza lungo il confine sud tra Kolárovo e Kharmanlijsko, al comando del Tenente Ivan Ivanov Gjumbabov. La 2ª Compagnia (Vickers) venne posizionata in appoggio alla 5ª Divivisione di Fanteria "Danube" tra Polski Trmbesh e Rusensko, al comando del Tenente Todor Stefanov Ivanov. Nel febbraio del 1940 dopo aver ricevuto a basso costo dai tedeschi 26 carri Skoda LT vz. 35 ex cecoslovacchi, venne formata anche una 3ª Compagnia Carri affidata al Capitano Alexander Ivanov Bosilkov. Essa venne disposta lungo il confine della Turchia, tra Lozen e Ljubimec, in previsione di una riannessione della Dobrugia. Nell'ottobre del 1940 il 1º Battaglione Carri ricevette dai tedeschi ulteriori 10 carri Skoda mod. T-11. Dato che i bulgari non avevano una grande esperienza sia tattica che d'uso dei carri armati la Germania, nel giugno del 1942, spedì il Colonnello Freiherr von Bülow a istruire i loro equipaggi. Alla fine del 1942 il comando tedesco propose il riordino dell'assetto delle forze armate bulgare. ma trovando l'opposizione dell'alto comando, vennero adottati solo leggeri cambiamenti. I carri Renault R35 furono destinati al ruolo originario di supporto delle unità di fanteria, i carri Vickers assunsero il ruolo di ricognizione per le brigate d'artiglieria, mentre i carri veloci Ansaldo L.3/33 vennero destinati al ruolo di ambulanze o carri trasporto munizioni.
- TaiwanRepubblica di Cina- Comprò 20 6-Ton per combattere i Giapponesi a Shanghai.

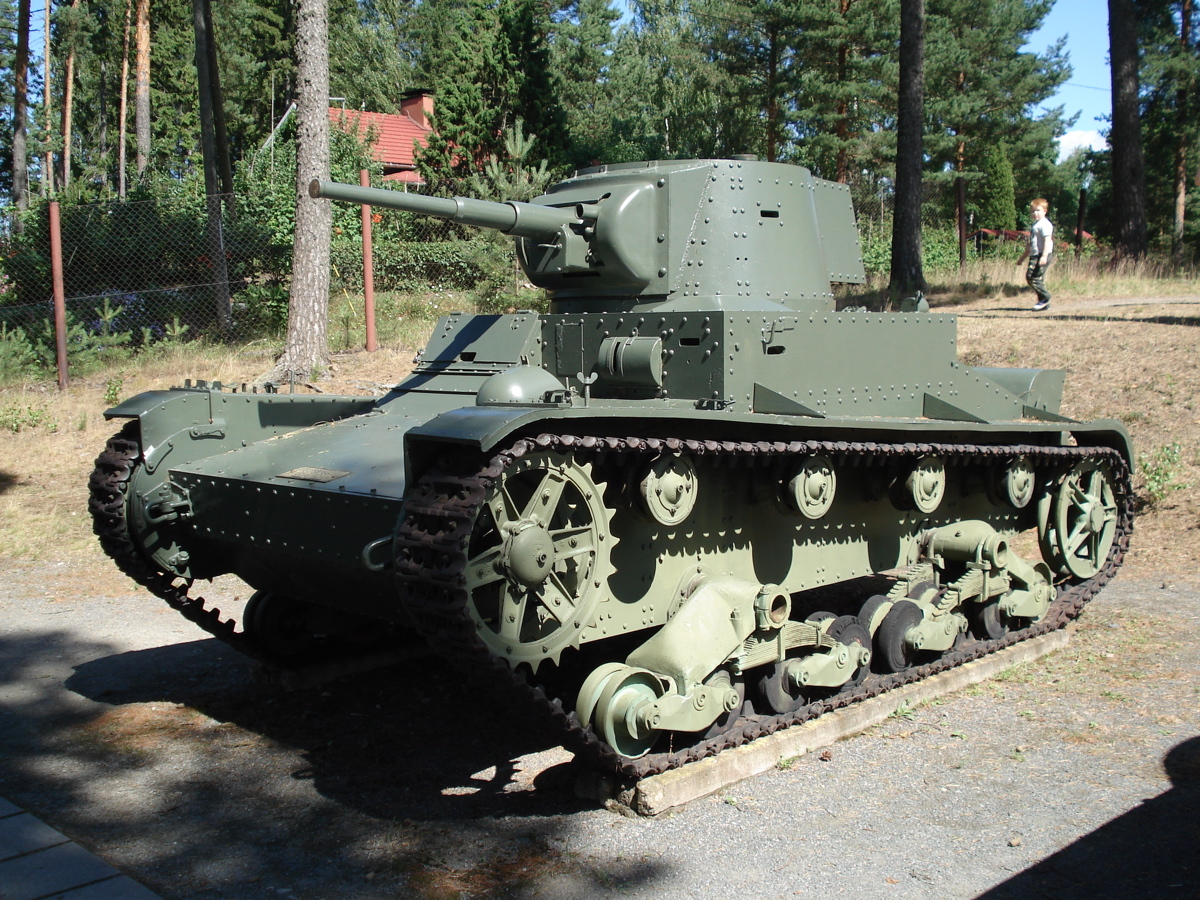
Vickers 6-Ton finlandese

- Finlandia - Usò diversi 6-Ton anche nella guerra d'inverno contro l'Unione sovietica, alcuni equipaggiati con cannoni Puteaux SA 18 e Bofors 37 mm.
- Grecia - 2 di tipo A e due di tipo B comprati intorno al 1935.
- Paraguay - I carri catturati dai boliviani.
- Polonia - Usò diversi carri dal 1932 che combatterono anche nella campagna di Polonia
- Portogallo - due carri per test
- Unione Sovietica - fu il primo cliente del Vickers 6-Ton ma poi creò il T-26 una versione locale copiata dal 6-Ton.
- Spagna - Alcuni T-26 ed un 6-Ton ex-boliviano, usati contro i franchisti nella Guerra civile spagnola.
- Thailandia - Usò circa 30 Vickers 6-Ton per combattere la guerra Franco-Thailandese in Indocina francese.
- Regno Unito - solo quattro per addestramento.